# Île de Brasil

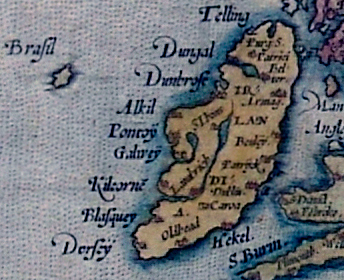
L'île de Brasil à l'Ouest de l'Irlande.
(Carte marine de Abraham Ortelius 1572)

Pour les articles homonymes, voir Brasil.
L'île de Brasil ou Hy-Brasil est une île fantôme représentée sur de nombreuses cartes marines depuis le XIVe siècle jusqu'au XVIIe siècle.
Alexander von Humboldt rappelle, dans son livre Examen critique de l'Histoire et Géographie du nouveau continent aux XVe et XVIe siècles, que de nombreuses cartes marines, portulans et mappemondes représentent depuis le XIVe siècle, une île plus ou moins étendue et située le plus souvent dans l'océan Atlantique Nord, sous des appellations différentes mais relativement proches : Brasile, Bracie, Bresily, Bersil, Brazilæ, Bresilji, Braxilis, Branzilæ, O'Brasil, O'Brassil.
Dans la mythologie irlandaise, une île dénommée Hi-Brasil, Hy-Breasal, Hy-Brazil, Hy-Breasil ou Brazir est évoquée et localisée au large de l'Irlande ou dans les parages de l'archipel des Açores. Cette île aurait été habitée par des moines irlandais.

## Étymologie
La source de ce nom est inconnue, mais il peut venir des mots celtiques « Breas » et « ail » qui signifieraient « plantes » et « teinture rouge ». Le terme est lié à la couleur rougeâtre. Le bois de brésil a la particularité d'avoir une couleur de braise (du celtique (gaélique) « brath », de la langue germanique, bras : feu, brasen : brûler, en vieux norrois brasa : feu vif).
Selon le scientifique américain Edward Bancroft (XVIIIe siècle), dès le XIIe siècle, les termes « Brasile » et  « Braxilis », indiquant un bois rouge, viendrait du mot italien bragio : braise.
Malgré la similitude, le nom du pays americain Brésil (en portugais Brasil) n’a aucun lien avec l’île mythique. Initialement, était appelé Ilha de Vera Cruz (Île de la Vraie Croix) et plus tard Terra de Santa Cruz (Terre de la Sainte Croix) par les explorateurs portugais qui l'ont découvert. Après quelques décennies, il a commencé à s'appeler Brasil, en raison de l'exploitation des arbres pernambouc, à l'époque la seule exportation du lieu. En portugais, le pernambouc est appelé pau-brasil ("Pôle-Brésil"), avec le mot brasil, «rouge comme un tison» dont l'étymologie dérive, selon l'opinion commune, du latin brasa («tison») et du suffixe -il (de -iculum ou -ilium).

## L'île de Brasil sur les cartes marines
Dès le XIVe siècle de nombreuses cartes marines indiquent cette île de Brasil.
- la carte marine d'Angelino Dulcert de Gênes datant de 1325-1339 serait la première carte indiquant l'île de Brasil ainsi que les îles de Saint-Brendan et d'Antillia [4],[5]
- la carte des frères Pizzigano (en) en 1367 datant de 1367 indique les îles de Brasil, de Brazir (Mayda), d'Antillia et de Saint-Brendan[6] ;
- la carte de Abraham Cresques réalisée en 1375 indique également une île de Brasil située au sud-ouest de l'Irlande[7] ;
- la carte d'Andrea Bianco (1436) indique une île du nom d'"Isola de Bersil" ;
- la carte de Diego Gutiérrez (1562) indique l'île Brasil au cœur de l'océan Atlantique ;
- la carte de Abraham Ortelius (1572) indique une île Brasil à l'Ouest de l'Irlande.

En 1870, M. W a suggéré devant la société géologique de France que le Banc de Porcupine pourrait peut-être être un vestige de l'île mythique Hy-Brasil.
William Henry Babcock (en) remarque que lors de ses premières apparitions cartographiques, l'île de Brasil est fréquemment associée à Mayda, une autre île fantôme de l'Atlantique : les deux îles sont soit présentes ensemble, soit absentes toutes les deux.

## Le bois de Brasil
Dans la seconde moitié de la période médiévale, un bois rougeâtre exotique apparaît dans la construction des palais princiers.

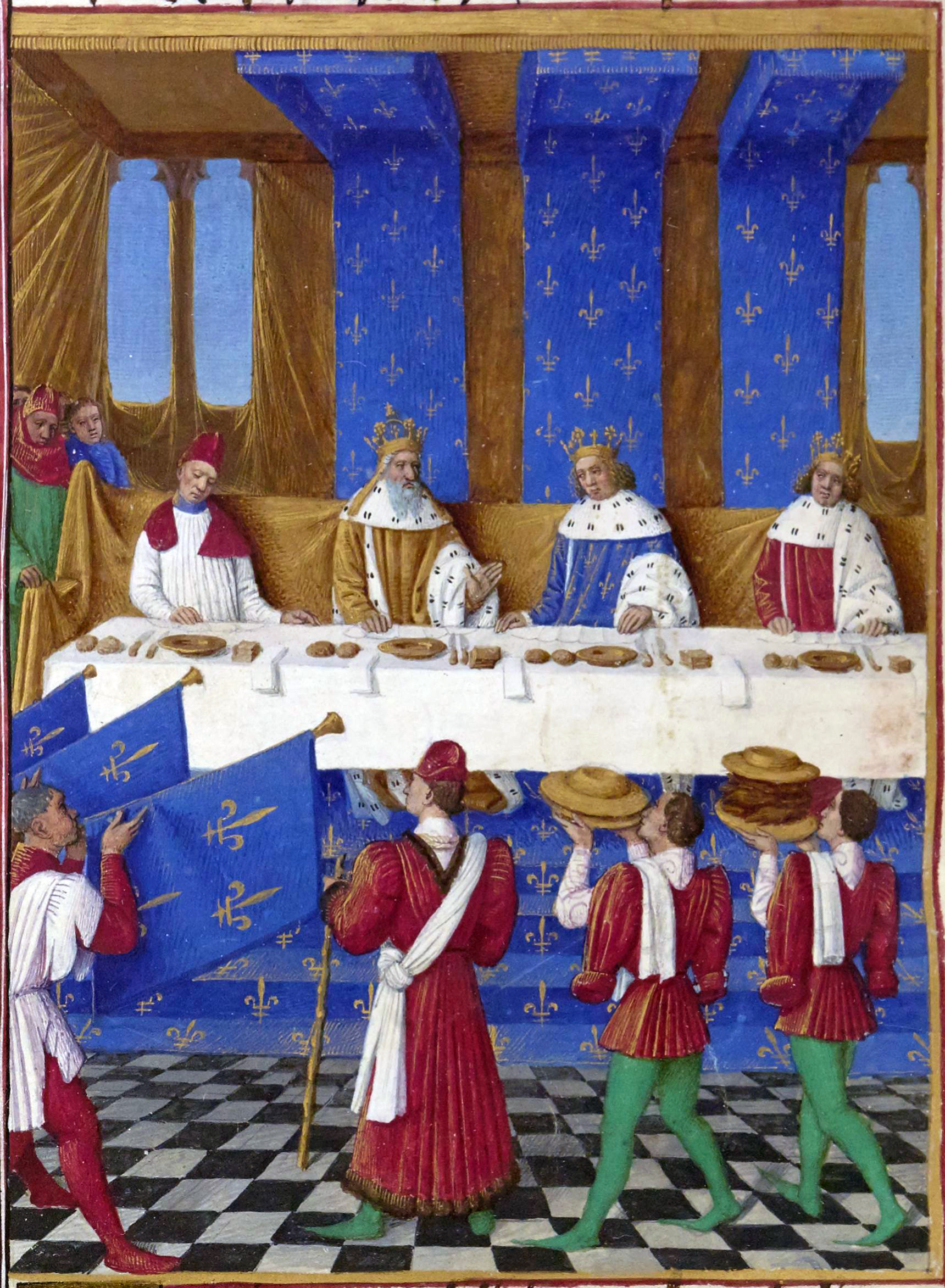
Le roi Charles V de France

En plein XIVe siècle, Charles V roi de France agrandit les limites de Paris. Il fait édifier le château de Vincennes au-dehors des limites de la ville afin de pouvoir échapper aux éventuelles révoltes des bourgeois de Paris, comme ce fut le cas, avant son règne, avec leur représentant, le prévôt des marchands Étienne Marcel. Il fait construire de nouvelles enceintes au palais du Louvre. De nouvelles salles princières et royales sont édifiées, notamment la fameuse bibliothèque de Charles V, la plus importante de toute l'Europe (il était un grand érudit et amateur de livres) dont l'intérieur est réalisé avec un bois rare et exotique de couleur rouge, qui proviendrait du Brésil[Selon qui ?].
Dès la seconde moitié du XVe siècle, des navigateurs français et européens se seraient rendus au Brésil[Selon qui ?] pour rapporter le fameux bois couleur de braise.
Mais le Brésil a été découvert en 1500, ce qui infirme ces hypothèses. Ce bois rouge ne proviendrait donc pas du Brésil mais du Levant et pourrait être le fameux cèdre du Liban[Selon qui ?]. Alexander von Humboldt émet l'hypothèse que ce bois rouge pourrait provenir des Indes, de la côte de Malabar ou de plus loin encore, de Malaisie, dont le commerce était fleurissant au Moyen Âge, notamment grâce aux commerçants arabes. Humboldt précise, dans son livre Examen critique de l'Histoire et Géographie du nouveau continent aux XVe et XVIe siècles, qu'un bois rouge propre à la teinture était connu en Italie et en Espagne trois siècles avant le voyage de Vasco da Gama vers Goa et Calicut ;